# ジェイ・キャスト
株式会社ジェイ・キャスト（英: J-CAST, Inc.）は、東京都千代田区に本社を置く日本の企業。

## 概要
J-CASTニュースの運営と配信、eラーニングサービス事業、メディアサービス事業、Web制作事業などを行っている。

## 歴史
ジェイ・キャストは1997年8月25日に、雑誌『AERA』元編集長・発行人の蜷川真夫によって設立された。ジェイはJapanや情報の略。
1998年の長野オリンピックではsalon.comと共同で実験的なニュース配信を行い、これが「1.5次情報」のコンセプトにつながった。
その後は『日経ネットナビ』『週刊東洋経済』などの雑誌編集の受託作業や、eラーニング、ライコス日本語版の製作などを行っていたが、2005年にJapan Information Networkの英文ビジネスニュースを受託した。
JINは社団法人「海外広報協会」のポータルサイトからスピンオフした民間会社であり、これを契機に日本語ニュースサイトの構想が始まった。
2006年からは「J-CASTニュース」と改名し、現在は月に1100万人以上の読者が訪れるニュースサイトに成長している。2009年からはエリア・ターゲティング事業や「東京バーゲンマニア」や「BOOKウォッチ」などを手がけている。

## J-CASTニュース

### 概要
J-CASTニュースは、ミドルメディア的な独立系ニュースサイトである。発行人は『AERA』元編集長の蜷川真夫（現・会長）で、初代編集長は雑誌『週刊朝日』元編集長の大森千明である。以降、編集長は朝日新聞で取締役・編集担当だった杉浦信之（現・取締役社長）、『AERA』編集長や朝日新聞出版社長などを務めた宇留間和基となっている。過去には『ニコニコニュース』編集長の亀松太郎が副編集長だったこともある。ウェブサイトは「ニュース」「テレビウォッチ」（編集長・関口一喜）「トレンド」（同・荻仁）「会社ウォッチ」（同・高橋勉）「ショップ」「ブログ」「がんばろう日本」に分かれている。この他に「BOOKウォッチ」や「東京バーゲンマニア」などがあり、日本語版のほかに英語・中国語版の「J-CAST Business News」がある。一部のニュースはポータルサイトなどに有料配信されており、広告掲載やオンラインショップも収益源である。

### 特徴
コンテンツの特徴は、第一に“一・五次情報”である。 「一次情報」である新聞・ニュースをもとに、二次情報である週刊誌的な切り口で記事を作成する方法と称しており、自らの調査報道はほとんどないが、独自コンテンツもある。第二はインターネットから各種メディアまで幅広いソースのメディア・ウォッチである。一般のメディアが取り上げないような新聞や週刊誌のスクープ記事、テレビのワイドショー、ブログや2ちゃんねるなどネット上の「炎上」「祭り」も記事として取り上げている。これらの特徴から、イエロージャーナリズムと評される。
基本的に取材は電話取材のみで運営は低コストである。当初は記者が3〜4人、コンテンツ管理システムはMovable Typeを改良してスタートした。

### 沿革
- 2004年 - 日本の産業情報サイトを開始[15]
- 2005年9月1日 - 『JINビジネスニュース』を開設
- 2006年
  - 7月26日 - 『J-CASTニュース』としてリニューアル
  - 12月 - テレビウォッチを開始[16]
- 2007年
  - 7月 - 携帯電話用サイト『J-CASTモバイル』を開設
  - 11月 - モノウォッチを開始[17]
- 2008年
  - 8月 - 日本インターネット報道協会の創立メンバーに加わった
  - 10月 - 会社ウォッチを開始[18]
- 2009年
  - 8月 - オンラインショップ「ニュースショップ」を開始[19][20]
  - 9月 - 外務省の記者会見オープン化の対象に指定された
  - 10月 - サイトリニューアル[21]。2カラムから3カラムのデザインになった
- 2010年
  - 1月 - 総務省の記者会見オープン化の対象に指定された
  - 2月 - livedoor Blog ASPを利用した企業向け有料ブログサービスを開始[22]
  - 12月 -東京バーゲンマニアを開設[23]
- 2011年
  - 3月 - がんばろう日本を開始[24]
  - 6月 - キーワード早分かりを開始[25]。これは記事の後に関連キーワードや関連記事などを表示するもので、記事の前後にはツイッターなどのソーシャルボタンも追加した
  - 12月 - BOOKウォッチを開始[26]
- 2013年4月 - かつて朝日新聞で連載されていた4コマ漫画『フジ三太郎』の再掲載を開始

### ミドルメディア説
フリージャーナリストの藤代裕之は、J-CASTニュースのような掲示板やブログの情報をまとめるメディアを、CGMとマスメディアの中間という意味で「ミドルメディア」と定義している。蜷川はこれに対し“独自コンテンツを作っており、Googleニュースのような単なるニュース・アグリゲーターではない”と異議を唱えている。

### 炎上メディア問題
J-CASTニュースは「2ちゃんねるやブログをニュースソースとし、テレビのワイドショーの感想や、取材もせずにコピー・アンド・ペーストで軽いネタをそのまま報道する“ゴミカスのようなメディア”」という意味で、蔑称として「Jカス」、また、“炎上”している話題を報道して騒動を煽るメディアという意味で炎上メディアと呼ばれることもある。藤代は、
- J-CASTニュースの公式スタートから約4か月間に、ネットの炎上を10本以上報じている
- 「何でも炎上にするな」「書くから炎上するのではないか」という声が、ネットユーザーから上がっている
- 報道によってネットユーザーのアテンションを集約し（注目を集め）、アクセス数の急増と延焼を招いている

と論じている。
なお、この「Jカス」の蔑称を逆手に取る形で、2014年にJ-CASTニュースの公式イメージキャラクターとして「カス丸」が誕生した。「自虐的で炎上を恐れない」キャラクターと位置付けられている。
このようなメディアのあり方に対して、報道される側は特に反発することがある。例えば、松本人志の発言とネットの反応を報じた記事について、松本の所属事務所である吉本興業は、「放送の一部を恣意的に切り取ったものであり、ネット上の個人の無責任な発言をいたずらに流布する報道姿勢」として抗議した。PJニュースはこの件について「事実関係を疑問視し反発する声でJ−CAST自体が炎上」と報じた。またテレビ東京「経済ドキュメンタリードラマ ルビコンの決断」の「ソニー ウォークマンの逆襲」（2010年1月20日放送）について「ソニーをヨイショし過ぎで公平性に欠ける」と書き、テレビ東京から取材を拒否された。
これに対して蜷川は以下のような趣旨の弁明をしている。
- ウェブでは軽いネタが好まれる。ウェブコンテンツの宿命である[13]。
- 取材やコストを省力化した簡易メディアは新しいメディアのモデルである[13]。「ハフィントン・ポスト」のようにアメリカでも流行っており、現在のネット広告の価格水準ではコストはかけられないためとしている[13]。

また同業他社の社員の破廉恥行為（主として痴漢）は積極的に記事にしながら、自社社員のそれはたとえ事実でも黙殺する、という批判を受けている。

### 批判された記事
2021年6月11日、「J-CAST テレビウォッチ」において『藤川球児と上原浩治、元一流ピッチャーによる投手心理解説の面白さ』と題した記事を公開。記事では上原浩治の容姿を指して「顔が苦手」「余り好意をもっていなかった」などと執筆者の黄蘭（麻生千晶）が言及していた。その後、記事の存在を知った上原はSNS上で「これは、産んでくれた親に失礼だと思います」「俺にも家族がいる。産んでくれた親がいる」等と述べ、他人の容姿を否定するような表現を掲載したJ-CASTを批判した。これがSNSや各種メディア等で取り上げられると、J-CASTは容姿について言及した部分を削除・再編集し、上原に対する謝罪文を掲載した。のちに、当該コラム「てれび見朱蘭」の無期限休止を発表し、過去の全記事を削除した。

### 誤訳記事
2022年10月21日、ブルームバーグ通信が中国人観光客を「彼らの大群」と表現したうえで、中国人観光客が押し寄せる前に伊勢丹新宿店にぜひ行っておくよう勧めているとする記事を掲載した。しかし、実際のブルームバーグの記事には「彼らの大群が押し寄せる前にぜひ行っておくように」に該当する部分は存在せず、「コロナ以前には日本の美容製品やスパ製品が中国人や他のアジア人観光客を強く惹きつけていた」とあるのみである。

### コンテンツ
ジェイ・キャストは企業向けの広報誌や教科書などを製作している編集プロダクションでもあり、J-CASTニュースのコンテンツも専用の書き下ろし記事が大半を占めているとされている。カテゴリーごとに毎日数十本の記事を配信していると言う。
「ニュース」（ビジネス&メディアウォッチ）は長文のニュースと短文のトピックスで構成され、メディア、経済、ファイナンス、社会（政治）、IT、エンタメ記事を掲載している。「ひと登場」のようなインタビュー記事もあり、「東京めたりっく通信物語」や「テレビ崩壊」、『元「お妃選び班記者」が推理する「テニスコートの恋」の「真相」』のような連載記事も時々掲載している。「モノウォッチ」は新商品やイベントを紹介するカテゴリーである。書籍など9つのジャンルの記事があり、Yahoo!ショッピングなどの売れ筋や共同購入クーポンなどの情報も掲載している。「会社ウォッチ」は会社内の人間関係をテーマにしたカテゴリーであり、長文の特集と短文のトピックスの他に、署名コラムで構成されている。城繁幸、野崎大輔、高橋洋一、井上トシユキ、小田切尚登などの外部の専門家が招かれ論陣を張っている。「ニュースショップ」はオンラインショップであり、グッドデザイン賞を受賞した商品などを販売している。メディアサービス事業部が出版した「針聞書 虫の知らせ」や「週刊 松本清張」を販売したり、「大学崩壊」や「テレビ崩壊」のようなJ-CASTニュースの連載を書籍化して販売するメディアミックスを試みた時代もあった。

### 配信
J-CASTニュースはYahoo! JAPANなどのポータルサイトやMobageなどの携帯サイト、夕刊フジやBlue Ocean（TOKYO-FM）などのマスメディア、中国経済日報ネットなどの海外メディアにニュースを配信している。
- 2006年
  - 7月 - livedoor ニュースに配信[54]
  - 12月 - BIGLOBEに配信を開始[12]
- 2007年
  - 4月 - Second Lifeに支社を開設[55]
  - 10月 - Yahoo! JAPANに配信を開始[56]
  - 12月 - モバゲータウンに配信を開始[57]
- 2009年
  - 3月 - Twitterのアカウントを開始[58]
  - 8月 - Twitterで第45回衆議院議員総選挙の生中継を試みた[59]
- 2010年
  - 3月 - iPhoneの公式アプリを提供[60]
  - 9月 - Ustreamで情報番組「J-CAST THE FRIDAY」を開始[61]
- 2012年
  - 2月 - ニコニコ生放送で公式生番組を放送[62]
  - 4月 - Google+のアカウントを開始[63]
  - 7月 - Facebookのページを開始[64]

### アクセス数
2006年7月にJ-CASTニュースを開始した当初は、広告ビジネスが成立する最低条件である1000万ページビュー/月を目標とした。最初はライブドアやエキサイトなどからハイパーリンクをクリックして訪れる読者が多かったと言う。一方でこの時期は炎上報道が多く、2ちゃんねるにはジェイキャストの記事をソースとしたスレッドが熱心に立てられたとも言われる。SEOは行わなかったが知名度が上がったことで、googleなどの検索エンジンからの訪問も増え、1年後の2007年7月には目標を達成した。2007年9月からはYahoo!ニュースへの配信を開始した。ちょうどこの頃、日本では世帯の過半数がブロードバンドを利用するようになり、コンテンツが求められていた。ジェイキャストの読者は急増し（2008年3月）、1年で3倍の約500万人に達した。その後も順調に読者数を伸ばしており、最近の読者数は約1111万人/月に及ぶという（2011年8月）。パソコンからの閲覧が多く、フィーチャーフォンの割合は約1割（2011年8月）だと言うが、スマートフォンの割合が15%を記録したこともあると言う（2011年10月）。

## エリア・ターゲティング事業
ジェイ・キャストはネット利用者を都道府県別に判別して、広告などを都道府県別に表示する「エリア・ターゲティング」の特許を持っている。ダブルクリックなどのインターネット広告会社や広告代理店、日刊スポーツや産経デジタルなどの新聞社で使われている。

### 沿革
- 2008年3月 -「ウェブ情報提供方法およびウェブサーバ」が特許登録された[71]
- 2009年
  - 4月 - J-CASTニュースでコアラのマーチ天気予報を開始した。都道府県ごとにご当地コアラを表示し、ネーミングライツ広告でもある[72]
  - 12月 - 電通と共同で地域ターゲティング事業の新会社「あどえりあ」を設立[70]
- 2010年
  - 4月 - エリアマッチ事業部を創設[73]
  - 9月 - 「あどえりあ」に博報堂DYメディアパートナーズとアサツー ディ・ケイが資本参加した[74]
- 2018年6月 - 同特許が6月26日をもって特許存続期間満了[75]
- 2019年2月 - ジェイ・キャストがあどえりあを吸収合併すると官報（平成31年2月22日 号外第34号）に合併公告を開示